# Rob Dyrdek
Rob Dyrdek (Kettering, Ohio, 28 de juny de 1974) és un skater professional, actor, empresari, productor, artista, humorista i una estrella de televisió. És conegut sobretot per presentar el programa Ridiculousness i Rob Dyrdek’s Fantasy Factory. Ha sigut el primer en dissenyar un calçat adequat per skate. A més a més, és conegut pels seus records amb l'skate.